# قطع المحور العصبي
قطع المحور العصبي أو قطع المحور العصبي هو عملية قطع أو قص محور الخلية العصبية. يُستخدم هذا النوع من إزالة التعصيب في الدراسات التجريبية التي تتقصى فيزيولوجيا الخلايا العصبية وموت الخلايا العصبية وبقائها لفهم أمراض الجهاز العصبي بشكل أفضل.
يمكن أن يسبب قطع المحور العصبي موت الخلايا العصبية، خاصة لدى الأجنة الحيوانية أو حديثي الولادة، والسبب أن الخلايا العصبية في هذه الفترة تعتمد على أهدافها للحصول على عوامل البقاء. عند الحيوانات الناضجة، تُستمد عوامل البقاء موضعيًا أو من عُرى إفراز ذاتي، يمكن أن يؤدي قطع محاور الخلايا العصبية المحيطية والخلايا العصبية الحركية إلى استجابة تجددية قوية دون حدوث موت عصبي. في كلتا الحالتين، يزداد الالتهام الذاتي بشكل ملحوظ. يمكن أن يمهد الالتهام الذاتي الطريق لتحلل الخلايا العصبية أو أن يكون وسيطًا في تدمير الخلايا.

## الاستجابة لقطع محور الخلية العصبية

### محيطي (صادر)
عند إصابة محور عصبي محيطي، تستجيب الخلية العصبية بأكملها على الفور لتجديد المحور العصبي. تتطلب هذه الاستجابة زيادة النشاط الأيضي وتبدأ بانحلال الكروماتين. يعني انحلال الكروماتين ذوبان الهياكل المنتجة للبروتين في الجسم الخلوي للخلية العصبية وهو مصطلح يستخدم لوصف الموت المبرمج للخلايا العصبية. خلال انحلال الكروماتين، يستدير جسم الخلية والنواة ويتضخمان وتتفكك جسيمات نيسل وجسيمات غولجي ويختفي الجسيم المركزي. في معظم الحالات، تنتهي الاستجابة لقطع المحور العصبي في المحاور العصبية المحيطية بشفاء الخلايا وتجددها، وقد تنتهي أحيانًا بموت الخلية. يحدث التجدد بسبب فرط تنسج الخلايا الدبقية الصغيرة وتضخم الخلايا النجمية، وهي أنشطة تفتقر إلى استجابة قطع المحور العصبي المركزي.

### مركزي (وارد)
بخلاف الاستجابة المحيطية، تؤدي استجابة قطع المحور العصبي في الخلايا العصبية المركزية (الخلايا العصبية في الجهاز العصبي المركزي) إلى موت الخلايا دائمًا تقريبًا. غالبًا ما يكون نمط موت الخلايا هو موت الخلية المبرمج. تفشل الخلايا العصبية المركزية بشكل عام عند قطعها عن تنظيم التعبير عن عوامل النمو الغاذية، وهذه العوامل نوع من البروتينات المرتبطة بالتجدد. عوامل النمو الغاذية مسؤولة عن تنظيم حيوية الخلايا العصبية وهي جانب حاسم من جوانب الوقاية العصبية. تضمن عوامل النمو الغاذية بقاء تشابك الخلايا العصبية، ما يعني أنها تحافظ على وظائف الخلايا العصبية. يؤدي نقص التعبير المتزايد عن هذه البروتينات في نهاية الأمر إلى الضمور الخلوي.

## قطع المحور العصبي الجراحي
عند إجراء الجراحة العصبية، يحتاج المتخصصون إلى قطع المحاور العصبية القصدي. قطع المحور العصبي بالليزر تقنية قيد التطوير تسمح بقطع المحور العصبي بدقة. يُمكّن قطع المحور العصبي بالليزر الأطباء من فهم الآثار النهائية لقطع المحور العصبي بشكل أفضل بهدف تطوير أذرع علاجية أكثر فعالية. لقدرة على قطع محاور عصبية محددة بدقة ستمكن الباحثين من دراسة الارتباط المباشر للمحاور بالوظائف.

## الإصابات والأمراض المصاحبة
يُجرى قطع المحور العصبي بشكل قصدي خلال العلاج الجراحي، إلا أنه غالبًا ما يترافق بشكل مباشر بالكثير من الأمراض/الإصابات.

### التصلب المتعدد
التصلب المتعدد هو مرض يزيل ميالين أعصاب الجهاز العصبي المركزي، ما يؤدي إلى تدهور وظائف الجسم. الإمراضية المسببة له غير معروفة في الغالب وغير مفهومة. يفترض الكثيرون أن إزالة الميالين في آفات التصلب المتعدد تؤدي إلى تقسيم المحور العصبي وفي النهاية إلى تحلل المحور العصبي. قد يكون موت المحور العصبي سبب الآثار غير العكوسة التي يسببها التصلب المتعدد. باستخدام ما هو معروف عن استجابة قطع المحور العصبي، يتطلع الأطباء والباحثون إلى إجراء إعادة تأهيل وقائية عصبية للمرضى الذين يعانون في المراحل المبكرة من التصلب المتعدد من أجل منع المرض من التطور في مساره وإحداث إعاقة دائمة. تشمل عمليات إعادة التأهيل استخدام عوامل النمو الغاذية لمساعدة الخلايا العصبية على البقاء والحفاظ على الوظيفة المشبكية.